# North West River
North West River est une petite ville de 547 habitants en 2016 située au centre du Labrador, dans la partie continentale de la province de Terre-Neuve-et-Labrador au Canada. La ville a été incorporée en 1958.
Établie en 1743 comme poste de traite par le négociant en fourrures français Louis Fornel, la communauté devint plus tard un poste de traite central pour la Compagnie de la Baie d'Hudson, abritant un hôpital et une école répondant aux besoins de la côte du Labrador. North West River est le plus ancien établissement moderne du Labrador.

## Noms
Le poste de traite de Louis Fornel était connu sous le nom de Fort de la Baie des Esquimaux. Il a été remplacé en 1757 par le Fort de la Pointe des Montagnais.
La Compagnie de la Baie d'Hudson a établi Fort Smith, dont le village environnant est devenu connu sous le nom de Lake Melville Post puis North West River Post.

## Géographie
La localité est établie sur la colline d'une presqu'île séparant le Petit lac (Little Lake) du lac Melville. Le Petit lac se situe en aval du Grand lac (Grand Lake) principalement alimenté par rivière Naskaupi.
La rivière du Nord-Ouest (North West River) relie le Petit lac et le lac Melville. La région de North West River est située dans une plaine sableuse entourée de collines. Le sable et le gravier formant cette plaine ont été déposés par les glaciers au cours de la dernière période glaciaire.
Un pont moderne construit en 1980 relie North West River à Sheshatshiu et au reste du continent. Avant cela, un téléphérique a enjambé la rivière pendant 19 ans. Avant cela, la rivière n'était praticable qu'en bateau.

## Climat
North West River connaît généralement des étés doux avec des hivers froids. Les hivers commencent habituellement à la mi-novembre et durent jusqu'à la mi-avril et les étés commencent en juin et se terminent au début de septembre. La température varie généralement d'environ -30 °C au plus froid en hiver à environ +30 °C au plus chaud en été.

## Histoire

### Les origines et le commerce des fourrures
Le centre du Labrador est habité par des groupes autochtones (Innus et Inuits) depuis plus de 6 000 ans en raison de sa faune abondante. En 1743, le négociant de fourrures français Louis Fornel fut le premier Européen à établir une colonie annuelle sur le site actuel de North West River. Le site était principalement utilisé pour échanger des fourrures avec les autochtones locaux pour des produits européens. Il était situé aux confins nord-est de la Nouvelle-France qui s'étirait des côtes du Labrador au golfe du Mexique. 
Les colons français du Québec ont déménagé dans la région entourant North West River pour travailler comme voyageurs et trappeurs (connus sous le nom de coureurs des bois au Québec). Beaucoup ont pris des femmes inuites pour épouses, créant une population unique de trappeurs et de commerçants métis . Les commerçants feraient aussi du commerce avec les nomades Naskapis.
Les commerçants de fourrures européens se fiaient à la connaissance des terres possédées par les trappeurs et les Innus pour leur fournir des fourrures. Les trappeurs de North West River venaient au poste de traite pour échanger des fourrures contre de la farine, des raisins secs, des tentes en toile, des haches, des fusils et d'autres marchandises. Des fourrures précieuses de castors, visons, martres, renards, ours et autres animaux. Les trappeurs entretenaient des territoires de piégeage hérités de parents dans tout le centre du Labrador.

### La Compagnie de la Baie d'Hudson

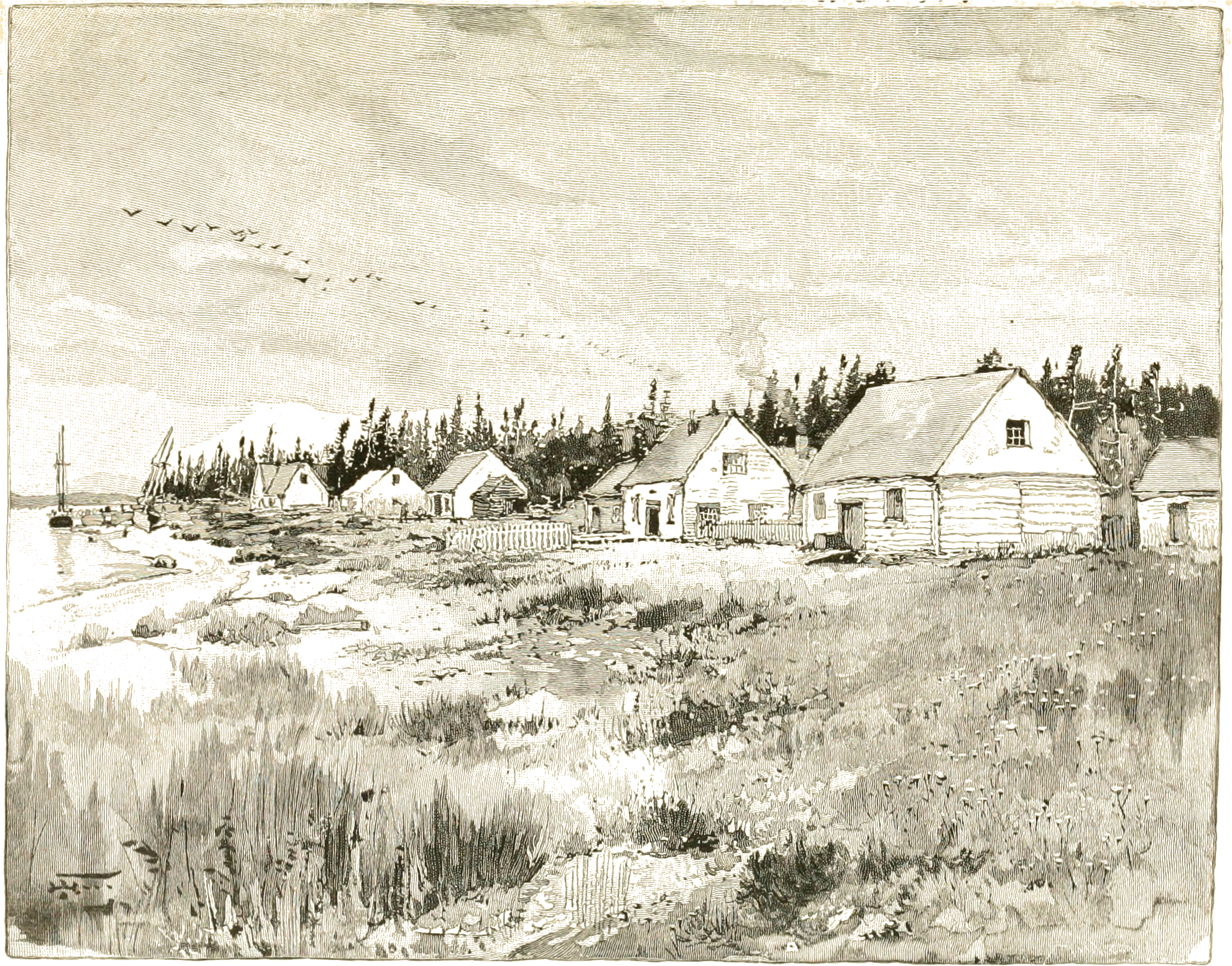
Une gravure du poste de traite de la Compagnie de la Baie d'Hudson à North West River vers 1890.

Avec la signature du traité de Paris en 1763, le Labrador est passé des Français aux Britanniques. Après l'arrivée des Britanniques, la Compagnie de la Baie d'Hudson s'installa en 1836 et jouit d'un monopole commercial sur les fourrures du centre du Labrador pendant plus de 100 ans. Le plus récent des postes de traite de la Compagnie de la Baie d'Hudson a été construit en 1923 et demeure toujours exploité par la Labrador Heritage Society.

### La mission Grenfell
En 1893, le médecin britannique Wilfred Grenfell commença à parcourir la côte du Labrador pour fournir des services médicaux aux pêcheurs et aux autochtones vivant au Labrador. En 1914, l'International Grenfell Association fut créée. La mission a amené des médecins et des infirmières du Royaume-Uni et d'une poignée de pays du Commonwealth à servir la population de Terre-Neuve-et-Labrador. L'un de ces médecins était le docteur Harry L. Paddon, qui, en 1915, a établi un hôpital à North West River, qui devait desservir toute la côte du Labrador.
En 1981, l'International Grenfell Association a été dissoute, laissant tous les biens au Conseil régional des services de santé de Grenfell, un conseil géré localement, ne comptant plus sur le soutien des missionnaires. L'hôpital de North West River a été fermé par le gouvernement provincial en 1983.

### Les expéditions
Le 15 juillet 1903, Leonidas Hubbard et ses deux compagnons quittent North West River pour leur tragique expédition en canot.
Le 27 juin 1905, Mina Hubbard quitte North West River pour compléter la mission ratée de son mari en 1903.
En août 1905, North West River était le camp d'une expédition d'éclipse solaire envoyée par le gouvernement du Dominion du Canada et comprenant des membres de la British Astronomical Association, dont le rapport stipule que « la population résidente de l'endroit consistait seulement du facteur de la baie d'Hudson [...] et des deux facteurs responsables d'une station de traite des fourrures française sur la rive opposée de la rivière, de deux ou trois trappeurs métis et d'une petite compagnie d'Indiens Montagnais temporairement campés à la station ».
En juillet 1928, Gino Watkins a utilisé North West River comme base pour une expédition dans laquelle lui et Jamie Scott ont exploré la région à pied, en canot et avec un traîneau à chiens. Ils étaient initialement accompagnés de Lionel Leslie. En neuf mois, le couple a parcouru environ 800 milles en canot et 1 500 milles en traîneau à chiens.
Le commerce des fourrures s'est effondré après la Seconde Guerre mondiale. De nombreux trappeurs ont abandonné leurs lignes de piégeage pour travailler à la nouvelle base aérienne de Goose Bay, située à proximité.

### La ville de nos jours
Bien que North West River soit restée une petite localité au cours des 250 dernières années, elle demeure un lieu vivant et chargé d'histoire. La ville offre des sentiers de randonnée pittoresques le long du front de mer, à travers la forêt ou au sommet de Sunday Hill où les randonneurs peuvent voir une vue panoramique sur le lac Melville, les montagnes Mealy,

## Société
North West River ne fait pas partie du Nunatsiavut, même si plus des deux tiers des résidents sont des Inuits. Les intérêts des Inuits de North West River sont représentés au Nunatsiavut par la Sivunivut Inuit Community Corporation. Les membres du conseil de la Sivunivut sont élus par les résidents de North West River et la présidente (actuellement Trudy Mesher-Barkman) siège à l'Assemblée du Nunatsiavut. La population innue de North West River est supervisée par la Première Nation des Innus de Sheshatshiu qui contrôle la réserve de Sheshatshiu adjacente à North West River.
En 2016, la composition raciale de North West River était de 44,5 % d'Inuits, de 35,5 % de non autochtones (principalement Blancs), de 12,7 % de Métis et de 6,3 % de Premières Nations (principalement Innus).
En 2016, la langue maternelle était l'anglais chez 97,3 % des habitants, l'innu-aimun chez 0,9 %, l'inuktitut chez 0,9 %, et le tagalog chez 0,9 %.

## Économie
North West River abrite une chambre d'hôte, un motel, un dépanneur, une station-service et un garage, un salon de coiffure, un salon de coiffure ainsi qu'une boutique d'artisanat vendant de l'artisanat local. Des visites guidées sont offertes par les pourvoyeurs locaux.

## Musées et informations
La Heritage Foundation of Newfoundland and Labrador (en) exploite un musée dans le poste de traite restauré de la Compagnie de la baie d'Hudson. Divers artéfacts liés au commerce des fourrures et à l'histoire du Labrador sont catalogués et exposés. Le musée maintient des heures régulières en été et peut offrir des visites si réservé à l'avance en hiver.
Le Centre d'Interprétation du Labrador, situé sur le chemin de Sunday Hill, est conçu pour offrir une vision complète de l'histoire et de la culture du Labrador. Le centre comprend une galerie d'art, un espace d'exposition temporaire et un petit théâtre.

## Festival de plage de North West River
Le North West River Beach Festival se tient sur la plage de North West River le dernier week-end de juillet. L'événement de deux jours est le plus grand festival de musique du Labrador. Les habitants, les voyageurs et les expatriés se rassemblent au festival pour socialiser et regarder des artistes locaux jouer de la musique traditionnelle du Labrador. Il y a aussi de l'artisanat, de la nourriture et des jeux.
En 2007, le festival a été déplacé au bord de la rivière Naskaupi au lieu de son emplacement traditionnel sur la plage.